# Odoardo Farnese (Kardinal)

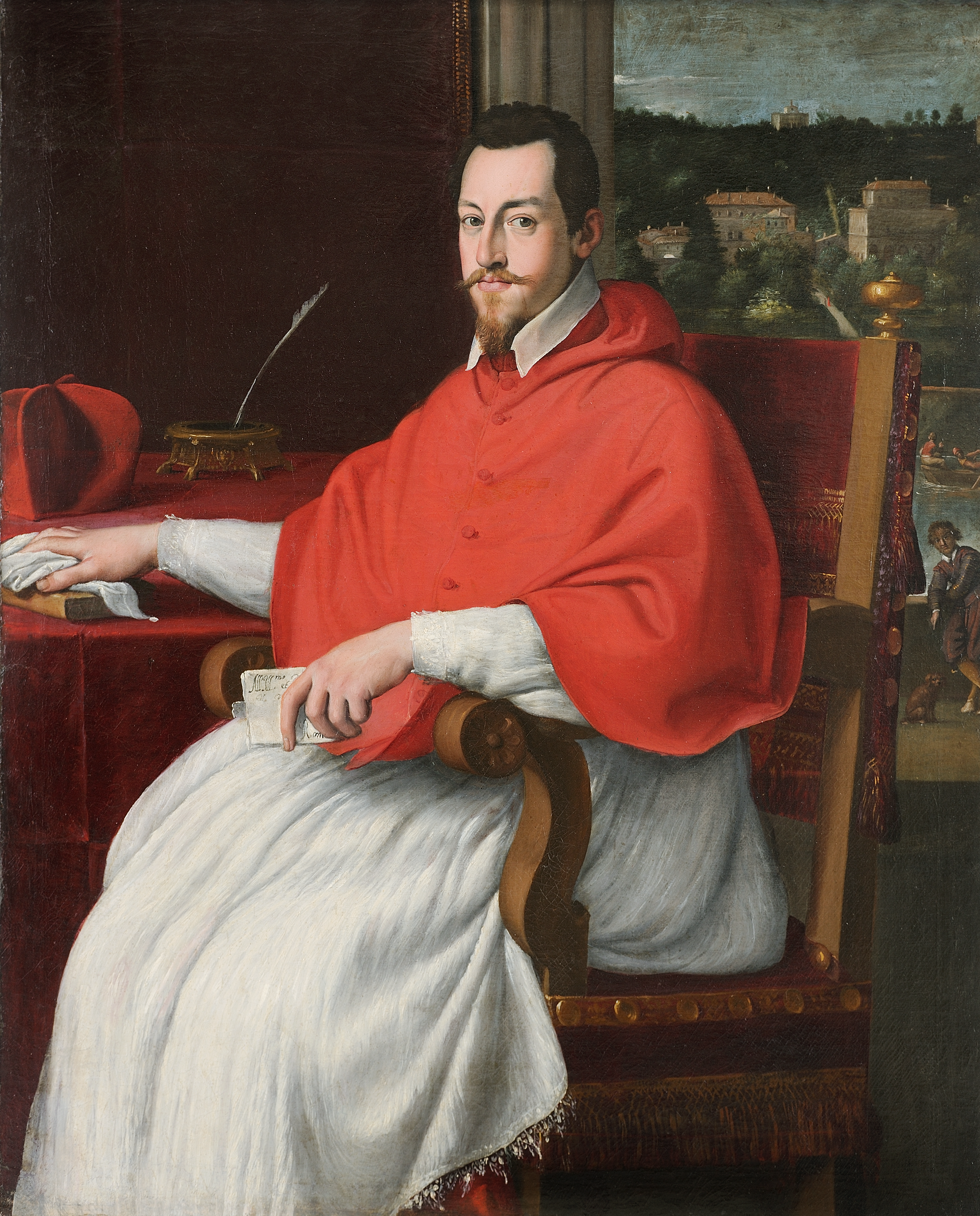
Domenichino: Porträt von Kardinal Odoardo Farnese (Ölgemälde circa 1602/1603)

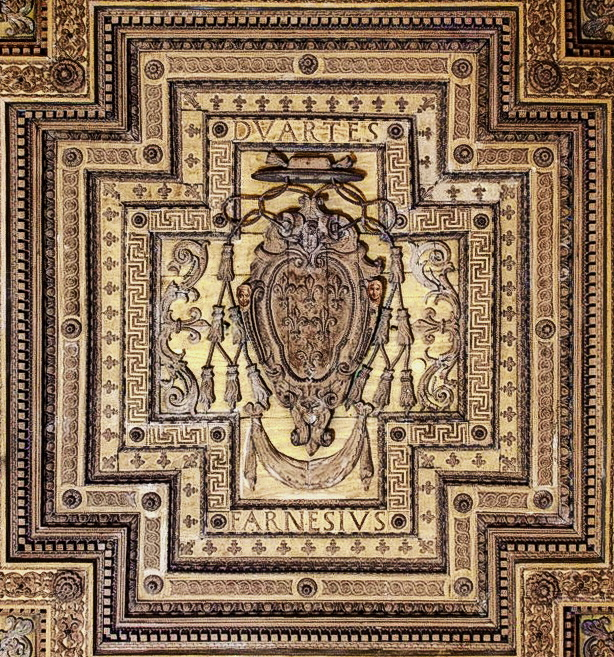
Wappen des Kardinals Odoardo Farnese (Palazzo Farnese (Rom))

Odoardo Farnese (* 8. Dezember 1573 in Parma; † 21. Februar 1626 ebenda) war Kardinal der Römischen Kirche.

## Biographie

### Herkunft und Jugend
Odoardo Farnese war das dritte Kind und der zweite Sohn des Herzogs von Parma und Piacenza Alessandro Farnese und der Infantin Maria d’Alviz de Guimarães von Portugal (1538–1577). Er war ein direkter Nachkomme des Papstes Paul III. und Großneffe des Kardinals Alessandro Farnese.
Für Odoardo als jüngeren Sohn war die kirchliche Karriere, oder aber die Erbfolge für den Fall des Todes seines älteren Bruders Ranuccio vorgesehen. Sein Großonkel Kardinal Alessandro Farnese nahm ihn während seiner Jugend in seine Obhut. Bereits 1580 brachte man ihn nach Rom, wo der Bibliothekar Fulvio Orsini mit seiner Erziehung betraut wurde. Die Bestrebungen der Familie Farnese, nach dem Tod des Großen Kardinals Alessandro Farnese (1589) dessen Nachfolge als Kardinal für Odoardo zu sichern und dessen einträglichen kirchlichen Pfründen auf ihn zu übertragen, wurden seitens Papst Sixtus V. weitgehend behindert. Nur die eher bescheidene Kommende der Abtei von Grottaferrata und einige kleinere Pfründen in Portugal konnten 1589 für ihn gesichert werden. Kardinal Alessandro Farnese hatte in seinem Testament Ranuccio I., den Herzog von Parma, als Alleinerben eingesetzt. Auf Odoardo entfiel lediglich die Hälfte der beweglichen Güter mit der Auflage, dass die Kunstsammlungen der Farnese im Palazzo Farnese zu verbleiben hatten. Darüber hinaus war ihm der Nießbrauch an der Villa Farnesina, den Farnesischen Gärten auf dem Palatin, des Castello dell’Isola, der Höfe von Pino und Torrevergata sowie am Palazzo Farnese in Caprarola zugesprochen. Ebenfalls von Sixtus V. verhindert wurde die erstrebte Erhebung zum Kardinal.

### Laufbahn
Erst 1591 wurde Odoardo unter dem Pontifikat Gregor XIV. als Kardinaldiakon von Sant’Adriano al Foro in das Kardinalskollegium aufgenommen. Neben den zusätzlichen Pfründen war Odoardo weiterhin auf Unterhaltszahlungen seitens seines Bruders Ranuccio angewiesen. 1600 ernannte Papst Clemens VIII. Kardinal Odoardo zum Kardinalprotektor Englands. Über seine Mutter Maria von Portugal war er mit dem Haus Lancaster verwandtschaftlich verbunden. Er machte sich in Anbetracht des schlechten Gesundheitszustandes der englischen Königin Elisabeth I. Hoffnungen auf die Nachfolge auf den englischen Thron. Der Anspruch begründete sich auf der Verwandtschaft seines Vaters Alessandro Farnese mit den spanischen Habsburgern. Alessandro war ein Neffe König Philipp II. von Spanien, der zwischen 1554 und 1558 durch seine Ehe mit Königin Maria I. von England iure uxoris auch König von England und Irland war. Auch hoffte er auf eine Wiedereinführung des Katholizismus in England. Trotz eines Vetos Frankreichs und des Widerstandes des Papstes setzte Odoardo diesbezügliche Geheimverhandlung mit den Katholiken Englands fort. Er benützte dazu seine engen Beziehungen zum englischen Jesuiten Robert Parsons. Die Thronbesteigung von Jakob I. 1603 beendete diese Bestrebungen.
Ab 1605 nahmen Befürchtungen zu, dass die Ehe zwischen Ranuccio I. und Margherita Aldobrandini ohne männlichen Nachkommen bleiben könnte. Mit dem Ableben des Herzogs würde in diesem Falle das Lehen über das Herzogtum Parma an den Papst zurückfallen. Um dies zu vermeiden, drängte Odoardo seinen Bruder wiederholt, ihm – der auf den Kardinalshut zu verzichten und eine geeignete Ehe einzugehen gedachte – das Herzogtum zu übertragen. Wegen dieses Ansinnens kam es zu erheblichen Spannungen zwischen den Brüdern Ranuccio und Odoardo. Das Problem war erst mit der Geburt des legitimen Erben Odoardo gelöst, und der Kardinal – nunmehr ohne Aussicht auf die Erbfolge – empfing 1621 die Priesterweihe und nahm somit die Verpflichtung zum Zölibat auf sich. Nach dem Tod seines Bruders, des Herzogs von Parma Ranuccio I., 1622 übernahm Kardinal Odoardo bis zu seinem Tod die Regentschaft über das Herzogtum für den noch minderjährigen Erben.
Besonders eng waren die Beziehungen der Farnese zum Jesuitenorden, der 1540 von Papst Paul III. genehmigt worden war. Der Neffe Pauls III., Kardinal Alexander Farnese, hatte 1575 den Bau der Kirche Il Gesù in Auftrag gegeben. Odoardo, der Großneffe Alexanders, setzte die guten Beziehungen mit dem Orden fort. 1599 ließ er vom Architekten Girolamo Rainaldi auf seine eigenen Kosten anschließend an die Kirche die Casa Professa für den Orden errichten. Seinem Freund Kardinal Robert Bellarmin widmete er in der Kirche Il Gesù ein prächtiges (später allerdings abgerissenes) Grabmal mit den Skulpturen Religion und Wissenschaft des jungen Gian Lorenzo Bernini.
Auch Kardinal Odoardo betätigte sich, wie Mitglieder der Familie Farnese vor ihm als Kunstmäzen, Auftraggeber bedeutender Künstler und als Sammler. Zwischen 1594 und 1595 berief er den Maler Annibale Carracci und dessen Bruder Agostino aus Bologna nach Rom. 1595 beauftragte er Annibale, den Salon Camerino d'Ercole im Palazzo Farnese mit Fresken zu versehen. Diese sollten die Tugenden des Odoardo Farnese darstellen. Der bedeutendste Folgeauftrag war die Fresken-Bemalung der Galleria Farnese im Palazzo Farnese ab 1597. Das Thema dieser Bilder war die universelle Herrschaft der Liebe, die Annibale Carracci mit Hilfe seines Bruders und seiner Schüler, darunter Domenichino, Giovanni Lanfranco und Sisto Badalocchio zwischen 1597 und 1607 ausführte. Diese Malereien stellen einen ersten Höhepunkt der italienischen Barockmalerei dar. Auch die Räume des sogenannten Palazzetto am Ufer des Tiber wurden im Auftrag Odoardos von Annibale Carracci und seinen Schülern ausgeschmückt. Die umfangreiche Sammlung an antiken Skulpturen bereicherte Odoardo weiter. Aus der Sammlung Cesarini kaufte er Marmor-Skulpturen wie die Venus Kallipygos, die Kauernde Venus und viele andere an. Die beiden Venus-Figuren ließ er mit 18 Büsten antiker Philosophen – ebenfalls aus der Sammlung Cesarini – in der Sala dei Filosofi (Salone Rosso) aufstellen.

### Tod
Kardinal Odoardo Farnese starb 1626 in Parma. Seine sterblichen Überreste wurden nach Rom verbracht und in der Jesuiten-Kirche Il Gesù bestattet. Die Grabplatte aus Porphyr befindet sich vorne im Hauptschiff der Kirche.

## Leistungen
Zwischen 1602 und 1603 ließ Kardinal Odoardo für sich jenseits der Via Giulia in den gegen den Tiber hin abfallenden Gärten des Palazzo Farnese, neben der Kirche Santa Maria dell’Orazione e Morte einen kleinen Palast (palazzetto) errichten. Das Gebäude war von einem kleinen Garten (Giardino segreto) umgeben und für den Kardinal als privater Rückzugsort gedacht. Er wurde daher auch Eremo  del cardinale (Einsiedelei des Kardinals) genannt. Vom Palazzo Farnese aus konnte er ungestört über die um 1603 gebaute Terrasse und den Passetto über die Via Giulia zum Palazzetto gelangen. Auf der 1645 berichtigten Version des Stadtplanes von Rom ist die Terrasse, der Passetto und auch der Palazzetto zu sehen (Abb.). Im Sommer pflegte er bisweilen unbeobachtet Bäder im Fluss zunehmen, obgleich dieses Vergnügen auf Grund strengster Vorschriften des Papstes Clemens VIII. für ein Mitglied des Kardinalskollegiums untersagt war. Die Räume waren innen mit Fresken von Annibale Carracci und seinen Schülern Domenichino und Giovanni Lanfranco ausgestattet. Die Anlage samt Fresken fiel der Regulierung der Tiberufer nach 1870 zum Opfer. Teile der Fresken Domenichinos wurden gerettet; sie sind heute im Salone delle firme im Piano nobile des Palastes erhalten: Der Tod des Adonis, Apollo und Hyazinth, und Narziss, sein Spiegelbild betrachtend. Weitere der geretteten Fresken von Giovanni Lanfranco befinden sich heute in der Kirche Santa Maria dell’Orazione e Morte: Paulus von Theben, Symeon Stylites und Antonius der Große.

## Galerie

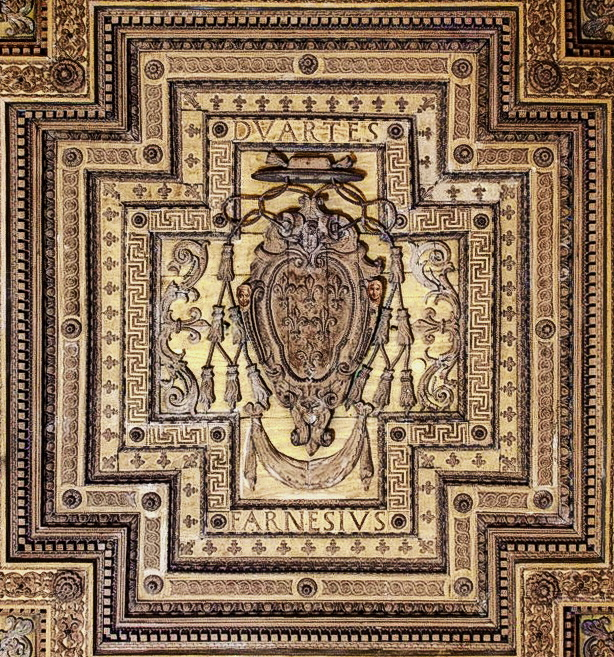
Wappen des Kardinals Odoardo Farnese
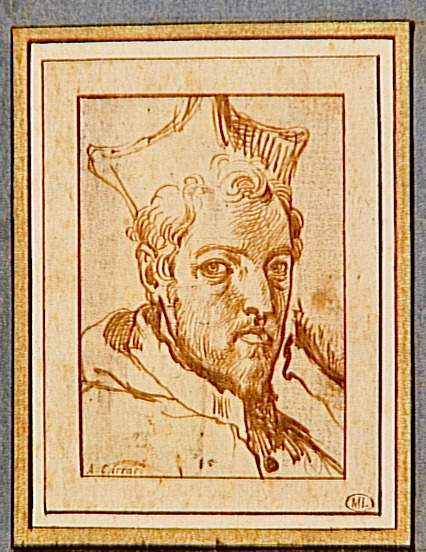
Porträt von Annibale Carracci
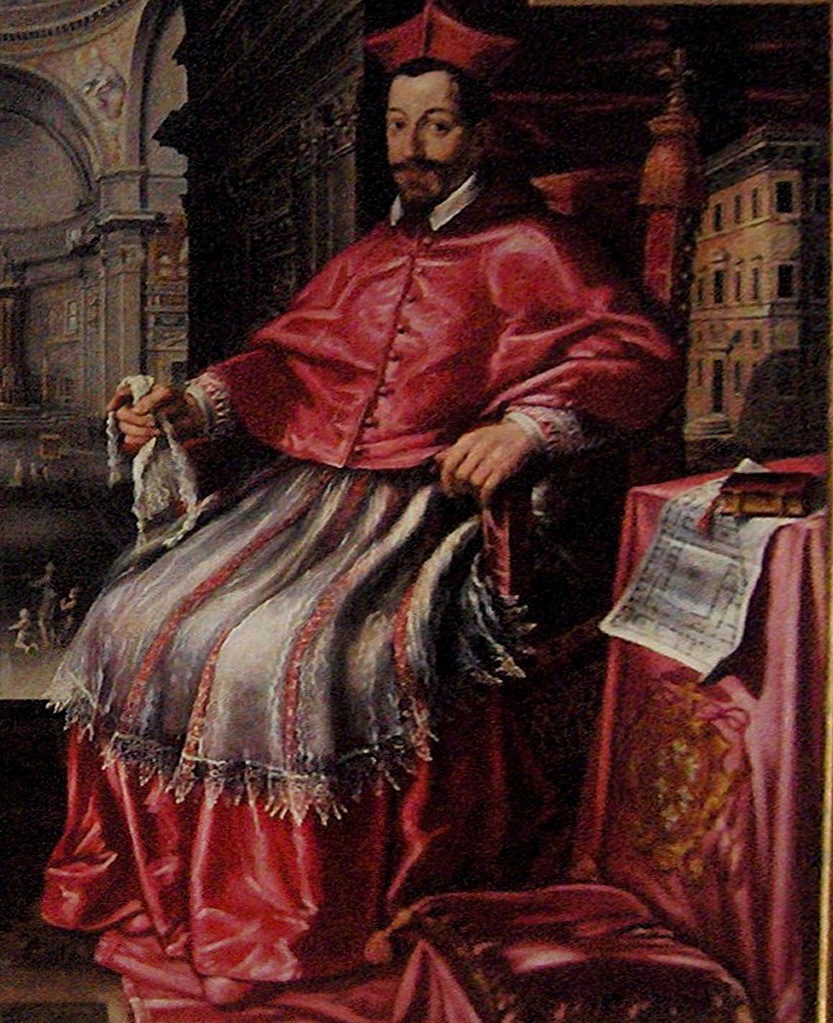
Kardinal Odoardo Farnese (Porträt von ca. 1622–1624)
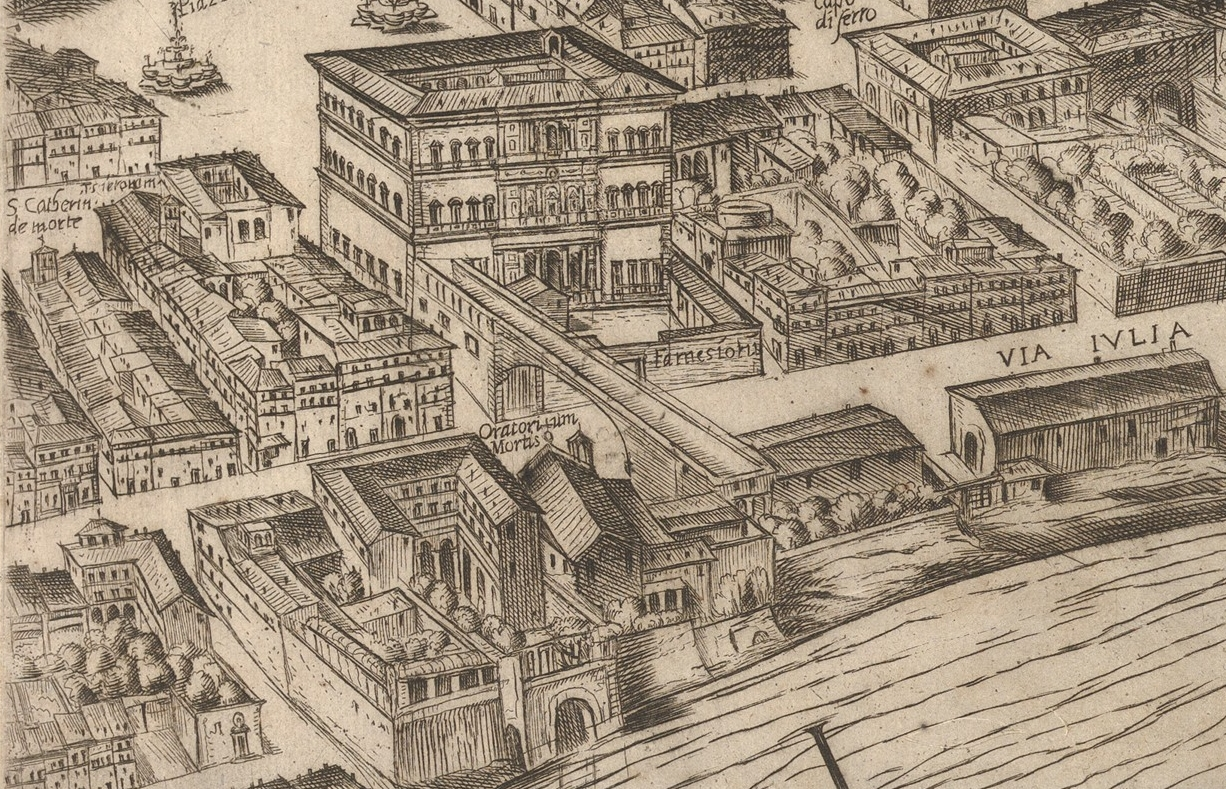
Ausschnitt Stadtplan Tempesta 1593 vers. 1645
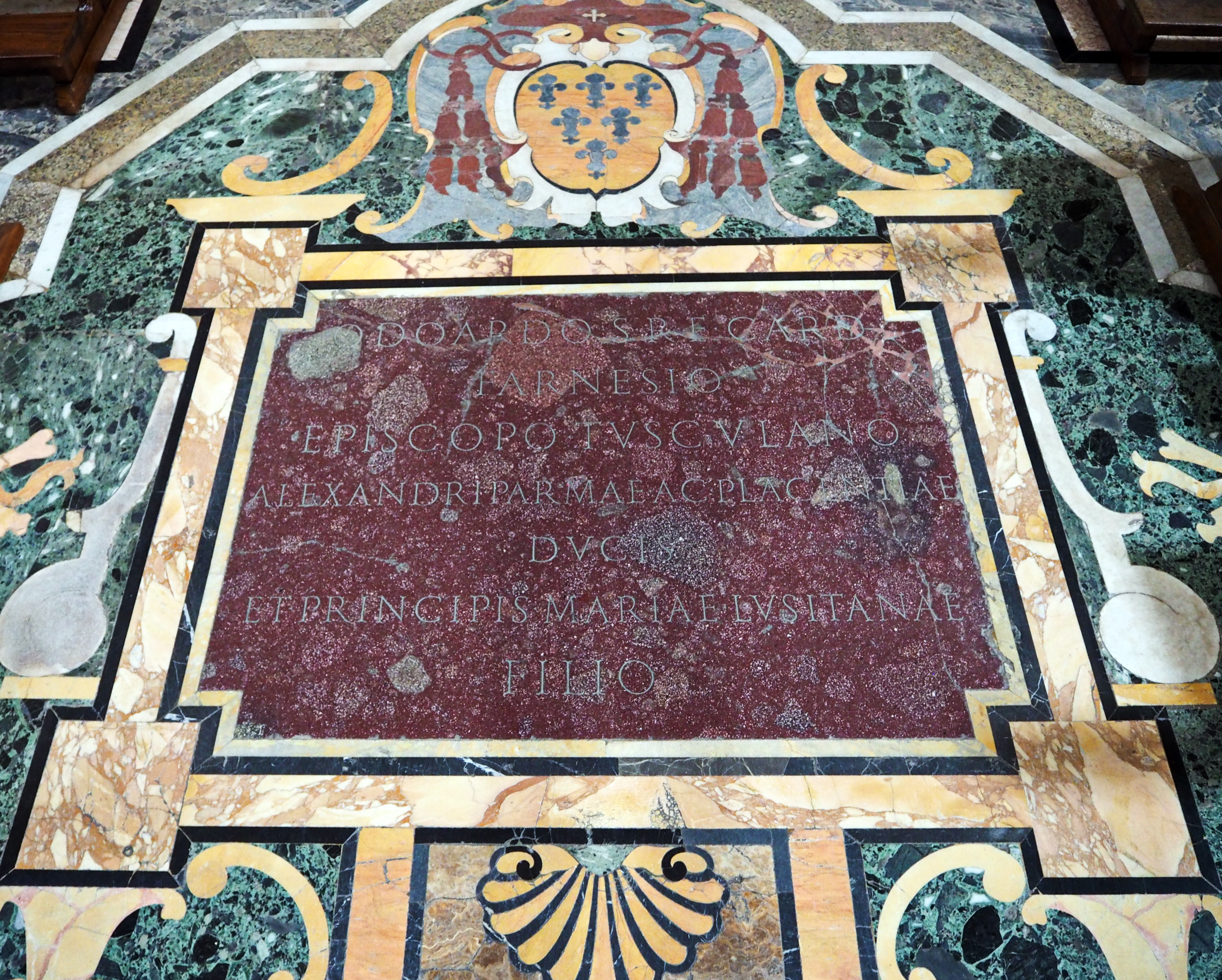
Il Gesù; Grabplatte für Kardinal Odoardo Farnese mit Kardinalswappen
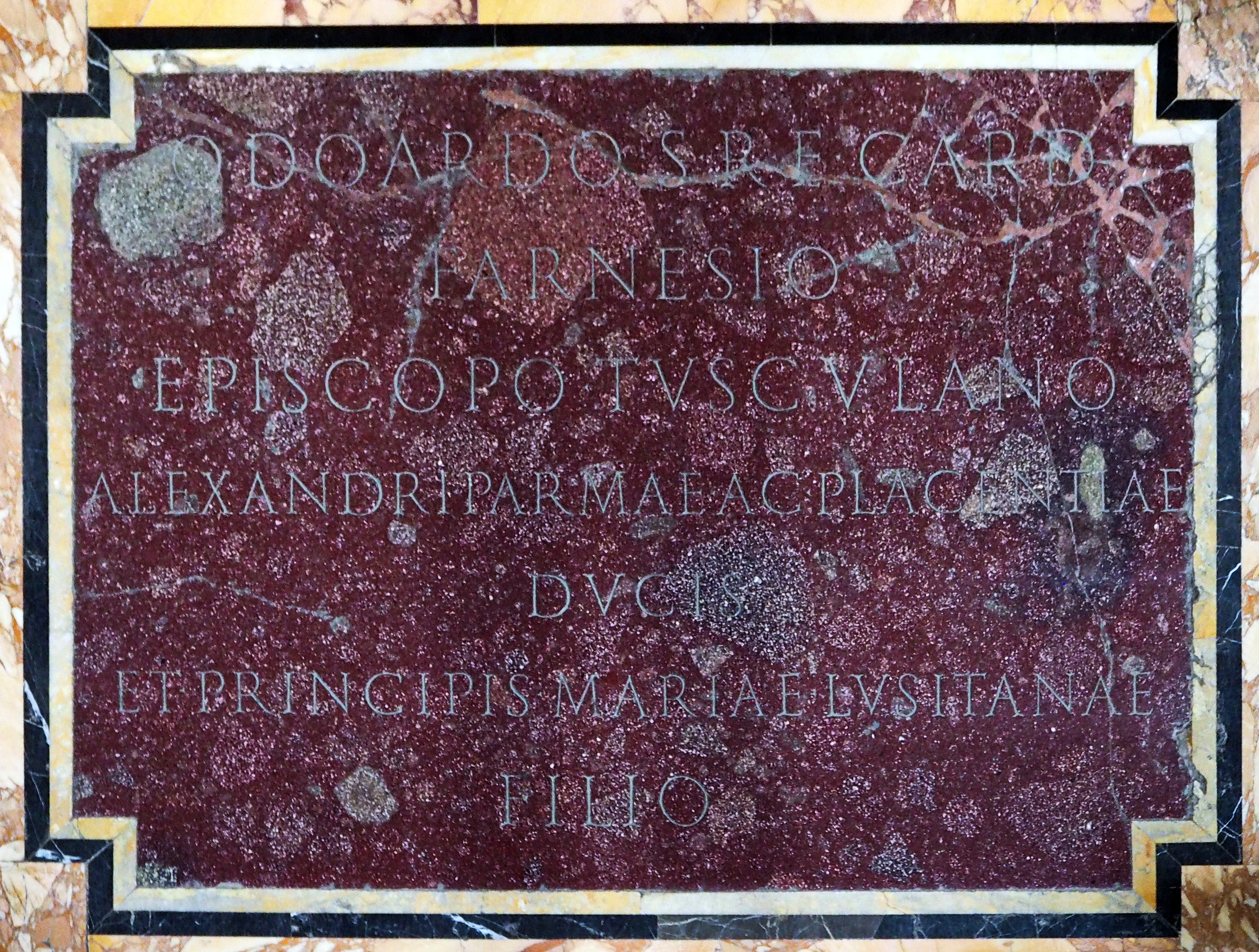
Il Gesù; Grabplatte für Kardinal Odoardo Farnese